# 리사 매캘리스터
리사 매캘리스터(Lisa McAllister, 1980년 11월 21일 ~ )는 스코틀랜드의 배우이다.

## 출연 작품
- 킬링 보노 (2011)
- 데블스 플레이그라운드 (2010)
- 하우 투 루즈 프렌즈 (2008)
- 다크 나이트 (2008)
- 펌프킨헤드 3 (2006)